# Penny Rimbaud
Penny Lapsang Rimbaud, (8 juni 1943), pseudoniem van Jeremy John Ratter, is een Engels muzikant en producer. In 1977 richtte hij de punkband Crass op. Hier was hij drummer en schreef teksten voor de nummers, en gold als ideologische mentor van het anarchistische karakter van de band.
Toen Crass Records werd opgericht door de leden van Crass, was Rimbaud actief als producer en geluidstechnicus.

## Trivia
- Rimbaud heeft zijn artiestennaam ontleend aan de dichter Arthur Rimbaud.
- In 2004 bracht hij zijn autobiografie Shibboleth, My Revolting Life uit.
- Rimbaud woont in de voormalige Crass-commune, aan de rand van de stad Essex.